# Distrito de Santa Ana (La Convención)
El distrito de Santa Ana es uno de los quince distritos que conforman la provincia de La Convención, ubicada en el departamento del Cuzco en el Sur del Perú. Su capital es la ciudad de Quillabamba.
Desde el punto de vista jerárquico de la Iglesia católica forma parte de la Vicariato apostólico de Puerto Maldonado

## Historia
Fue creado el 21 de junio de 1825 mediante Decreto dado por el Libertador Simón Bolívar.

## Geografía
El Distrito de Santa Ana pertenece a la provincia de La Convención a una altitud de 1 050 m s. n. m.

## Autoridades

### Municipales
- 2019 - 2022[2]
  - Alcalde: Hernán De la Torre Dueñas, de Fuerza Inka Amazónica.
  - Regidores:

  1. Carlos Dargent Holgado (Fuerza Inka Amazónica)
  2. Alexis Armando Pro Gil (Fuerza Inka Amazónica)
  3. Prisca Núñez Palomino (Fuerza Inka Amazónica)
  4. Victor Grimaldo Santa Cruz Álvarez (Fuerza Inka Amazónica)
  5. Calandra Sammy Olivera Martínez (Fuerza Inka Amazónica)
  6. Andrés Solórzano Quispe (Fuerza Inka Amazónica)
  7. Jairo Pérez Ruiz (Fuerza Inka Amazónica)
  8. Enrique Rozas Pozo (Restauración Nacional)
  9. Pedro Orlandi Cornejo Sánchez (Restauración Nacional)
  10. Jorge Vivanco Palanta (El Frente Amplio por Justicia, Vida y Libertad)
  11. José Jesús Quico Villacorta (Autogobierno Ayllu)

### Policiales
- Jefe de la División Policial de La Convención: Coronel PNP JORGE LUIS VELA PIZARRO.

## Festividades
- Cruz Velacuy.
- Señor de Torrechayoc (En el mismo día de Pentecostes).
- Carnaval convenciano (febrero).